# جيمس بتنر
جيمس بتنر (بالإنجليزية: James Bittner)‏ هو لاعب كرة قدم بريطاني في مركز حراسة المرمى، ولد في 2 فبراير 1982 في Devizes ‏ في المملكة المتحدة. لعب مع نادي بليموث أرجايل ونادي فولهام ونادي هيرفورد.

## وصلات خارجية
- جيمس بتنر على موقع قاعدة بيانات كرة القدم.إي يو (الإنجليزية)
- جيمس بتنر على موقع Soccerbase.com (لاعب) (الإنجليزية)